# Helios Klinik für Herzchirurgie Karlsruhe
Die Helios Klinik für Herzchirurgie Karlsruhe ist eine Fachklinik für die Behandlung von Herzerkrankungen in Karlsruhe. Träger ist die HELIOS Kliniken (bis 2013 zur Aktiengesellschaft Rhön-Klinikum).

## Geschichte
Die Klinik wurde aufgrund einer 1991 geschlossenen Vereinbarung der Stadt Karlsruhe mit der Rhön-Klinikum AG in der Nachbarschaft des Städtischen Klinikums Karlsruhe errichtet. Ziel war es, die damals bestehende herzchirurgische Unterversorgung in der Karlsruher Region zu verbessern. Die Klinik für Herzchirurgie wurde am 15. September 1995 mit zunächst 65 Betten eingeweiht und eröffnete im Oktober des Jahres.

## Klinik
Das Haus mit 89 Planbetten verfügt nach mehreren Umbauten seit 2009 über fünf Operationssäle, davon einen Hybrid-OP. Die vollstationäre Fallzahl lag im Jahr 2021 bei 1761, dazu kommen 15 ambulant behandelte Patienten. Es werden etwa 300 Mitarbeiter beschäftigt. Kommissarische Geschäftsführer sind Florian Aschbrenner und Olaf Kannt, Ärztlicher Direktor ist Uwe Mehlhorn.
Die Klinik für Herzchirurgie kooperiert mit den kardiologischen Abteilungen des Städtischen Klinikums und der St. Vincentius-Kliniken Karlsruhe.

## Homo- und transphober Vorfall April 2020
Im April 2020 schrieb ein Oberarzt der Klinik auf seinem privaten Twitter-Account: „Als Arzt möchte ich hier erwähnen, dass Homosexualität und Transsexualität Krankheiten sind.“ („Bir hekim olarak Eşcinselliğin, transsexuelliğin hastalık olduğunu belirtmek isterim.“) Nach Beschwerden aus der Öffentlichkeit und dem Kollegenkreis wurde der Arzt zunächst beurlaubt. Am 13. Mai 2020 wurde die Zusammenarbeit mit dem Arzt seitens der Klinik mit sofortiger Wirkung beendet und begründend auf den „Helios Kodex Compliance“ verwiesen.

## Beteiligungen
- 100 % MVZ Management GmbH Süd, Bad Neustadt an der Saale in Bayern
- 100 % HELIOS Catering Pforzheim GmbH (vormals MVZ Management GmbH Baden-Württemberg), Pforzheim